# Gustavo Zapata
Gustavo Zapata, född 15 oktober 1967, är en argentinsk tidigare fotbollsspelare.
Gustavo Zapata spelade 27 landskamper för det argentinska landslaget. Han deltog bland annat i Copa América 1991, 1993 och 1997.